# ウィークエンドウェザー
『ウィークエンドウェザー』は、1990年前後からTBSテレビ（旧東京放送）が毎週土曜18時台に関東ローカルで放送している気象情報番組である。

## 番組内容
当日夜から翌日にかけての天気予報と翌日から1週間分の週間予報を伝える。放送開始前の番組の出演者が番組宣伝に訪れることもある。
番組開始時には、日本気象協会のTBSスタジオから気象情報を伝えていた。元井が担当になってからは、関東地方の天気の前に翌日の全国の天気も表示するようになった。

## 出演者
真壁京子以降、本番組のキャスターはウェザーマップ所属の女性気象予報士が務めている。

### キャスター
- 関まどか（2024年4月6日 - ）

## 過去の出演者

### キャスター
- 石井和子（前身番組から出演。終了時期は不明[何の?]）
- 真壁京子（1997年[要出典] - 2011年4月2日）
- 元井美貴（2011年4月9日 - 2016年4月2日）
- 久保井朝美（2016年4月9日 - 2018年9月29日）
- 岡田沙也加（2018年10月6日 - 2019年9月28日）
- 與猶茉穂（2019年10月5日 - 2021年3月27日）
- 山下佳織（2021年4月3日[1] - 2021年11月6日[2]）
- 坂本玲奈（2021年11月13日[3] - 2022年3月26日[4] ）
- 高安奈緒子[注 1]（2022年4月2日[5] - 2022年9月24日[6]）
- 佐藤優花（2022年10月1日[7] - 2023年3月25日）
- 井澤咲乃（2023年4月1日 - 2024年3月30日）

### 声の出演
- 青木静香（コジコジの声）
- 西原K太（ゲランの声）

## 放送時間
いずれも日本標準時。
- 18:55 - 19:00（開始 - 2008年3月）
- 18:50 - 18:55（2008年4月5日 - ）：19:00直前の時間帯にミニ番組『もうすぐ』が編成されたことにより、放送時間を5分繰り上げ。

『オールスター感謝祭』などの特番が放送される日には放送時間が30分繰り上がる。2013年1月5日には、『超人気クイズ番組統一No.1決定戦!THEクイズ神』の再放送 (16:00 - 17:54) に内包される形で放送された。
『音楽の日』の放送がある日には休止になる。2014年9月20日には18:00から2014年アジア競技大会の中継が行われたため、17:50からの放送となった。翌9月27日には15:00からアジア大会の中継が行われたため、放送自体が無くなった。
2015年4月をもって直前番組『報道特集』終了後のCM枠（ステーションブレイク）がなくなったため、開始時刻は18:50:30から18:50:00に変更（30秒繰り上げ）。同時にオープニングタイトルも廃止した。また、それまで土曜19時台の番組（『炎の体育会TV』ほか）へのジャンクションは『報道特集』終了直後の18:47:50に行っていたが、接続などの変更で本番組終了直後の18:51:50に変更された。
2016年10月1日から土曜 18:51 - 18:55に酪農関連ミニ番組『らくのうびより』（第1期）が編成されたため、4分縮小して18:50 - 18:51の超ミニ番組となった。これに伴い、土曜19時台の番組へのジャンクションは18:50:50に変更され、『らくのうびより』とはステブレレスで接続した。
2017年3月11日に『らくのうびより』が終了したことにより、3月18日から再び18:50 - 18:55の放送となるが、正式な放送時間は18:50 - 18:50:50、土曜19時台の番組へのジャンクションは18:50:50と変わらなかった。しかし4月1日に放送時間が18:50 - 18:51:50に戻り、ジャンクションも18:51:50に戻った。
2019年10月5日から土曜18:50 - 18:53にパナソニック提供ミニ番組『A STEP〜明日へのステップ〜』が編成されたため、3分縮小して18:53 - 18:55に変更。それに伴い、ジャンクションも18:54:50に変更された。
2021年3月27日で『A STEP』が終了し、翌4月3日より土曜19時台番組の事前番組『もうすぐ』枠が18:51開始に拡大したため、4年半ぶりに18:50 - 18:51に戻った。また19時台番組へのジャンクションも18:50:50に戻った。
2025年3月29日は『感謝祭』放送日ではあるが、『感謝祭』放送枠が17:30 - 23:48と1時間拡大し、また当日の『王様のブランチ』が放送30年目突入を記念し、9:30 - 17:30に拡大したため、『報道特集』共々休止、初めて『感謝祭』放送日に放送されなかった。

## その他
- 1997年10月から1999年9月まで、さくらももこのアニメ『コジコジ』のキャラクターが、オープニングとエンディングに登場、OP[要説明]ではコジコジが「ルンルン、『ウィークエンドウェザー』です。」と言いながら登場し、ED[要説明]では全キャラの中、ゲランが「お天気分かったな？ 来週も、また見てねェ！」と呼び掛けていた。
- 気象協会のスタジオから放送していた1980年代末期には芝興産の提供で、タイトルは「お天気コーナー」になっていた。